# Копані (Оріхівська міська громада)
Копа́ні — село в Україні, у Оріхівській міській громаді Пологівського району Запорізької області. Населення становить 620 осіб. До 2016 року орган місцевого самоврядування — Копанівська сільська рада.

## Географія
Село Копані розташоване на вододілі річок Оріхівка та Куркулакза, за 15 км від міста Оріхів, 1 км від села Рівне та за 3,5 км від села Нестерянка. Селом тече пересихаючий влітку струмок з загатою.

## Історія
Село засноване 1851 року.
Під час організованого радянською владою Голодомору 1932—1933 років померло щонайменше 162 жителі села.
11 листопада 2016 року Копанівська сільська рада, в ході децентралізації, об'єднана з Оріхівською міською громадою.
12 червня 2020 року, відповідно до Розпорядження Кабінету Міністрів України від № 713-р «Про визначення адміністративних центрів та затвердження територій територіальних громад Запорізької області», увійшло до складу Оріхівської міської громади.
19 липня 2020 року, в результаті адміністративно-територіальної реформи та ліквідації Оріхівського району, село увійшло до складу Пологівського району.

## Економіка
- ТВО «Агро Альянс».

## Об'єкти соціальної сфери
- Будинок культури.
- Фельдшерсько-акушерський пункт.

## Видатні особи
- Уродженкою села є Мала Любов Трохимівна — Герой України.
- Ленціус Олег Євгенович (1921- 1998) — радянський й український кінорежисер.